# Śmierć pod palmami
Śmierć pod palmami (ang. Death in Paradise)  – brytyjsko-francuski telewizyjny serial kryminalny, którego akcja rozgrywa się na fikcyjnej wyspie Saint-Marie (brytyjskim terytorium zamorskim z francuską przeszłością kolonialną) na Karaibach.

## Fabuła
Detektyw Richard Poole (Ben Miller) z Metropolitalnej Służby Policyjnej przybywa z Londynu na Saint-Marie w celu przeprowadzenia śledztwa w sprawie morderstwa funkcjonariusza brytyjskiej policji. 
Po wykryciu mordercy Poole pozostaje na wyspie, służąc na miejscowym posterunku policji jako nowy detektyw.
Na początku serii 3 sam Poole zostaje zamordowany i na Saint-Marie przylatuje z Londynu detektyw Humphrey Goodman (Kris Marshall), aby zbadać okoliczności śmierci. 
Po rozstaniu z żoną Goodman decyduje się zastąpić Poole'a i pozostać na wyspie na stałe. W serii 6 składa rezygnację, aby rozpocząć z napotkaną na Saint-Marie przyjaciółką nowe życie w Londynie. Zastępuje go detektyw Jack Mooney (Ardal O'Hanlon), pogrążony w żałobie wdowiec, który w Londynie służy jako łącznik w śledztwie prowadzonym przez policję z Saint-Marie.
Mooney pozostaje na wyspie do serii 9, kiedy decyduje się na powrót z córką do Londynu. Jego następcą zostaje Neville Parker (Ralf Little), który przylatuje na Saint-Marie tylko na kilka godzin, aby jako formalnie jako funkcjonariusz brytyjskiej policji zamknąć rozpoczęte śledztwo. Jednak ze względu na tropikalny klimat oraz miejscową faunę i florę, liczne przypadłości zdrowotne Parkera nasilają się, nie pozwalając mu na szybką podróż powrotną. Ostatecznie Parker decyduje się pozostać jako nowy detektyw i przekonuje się do wyspiarskiego stylu życia.

## Obsada
- Ben Miller jako detektyw inspektor Richard Poole (1–2; 3, 10)
- Kris Marshall jako detektyw inspektor  Humphrey Goodman (3–6)
- Ardal O'Hanlon jako detektyw inspektor Jack Mooney (6–9)
- Ralf Little jako detektyw inspektor Neville Parker (9–)
- Sara Martins jako detektyw sierżant Camille Bordey (1–4; 10, 13)
- Joséphine Jobert jako sierżant/detektyw sierżant Florence Cassell (4–8; 10–11; 13)
- Aude Legastelois-Bidé jako detektyw sierżant Madeleine Dumas (8–9)
- Shantol Jackson jako sierżant/detektyw sierżant Naomi Thomas (11–)
- Gary Carr jako posterunkowy/sierżant Fidel Best (1–3)
- Danny John-Jules jako posterunkowy Dwayne Myers (1–7; 11; 13–)
- Tobi Bakare jako posterunkowy/sierżant JP Hooper (4–10; 13)
- Shyko Amos jako posterunkowa Ruby Patterson (8–9)
- Tahj Miles jako stażysta/posterunkowy Marlon Pryce (10–13)
- Ginny Holder jako stażystka/posterunkowa Darlene Curtis (7; 11–)
- Don Warrington jako komendant komisarz Selwyn Patterson (1–)
- Élizabeth Bourgine jako Catherine Bordey (1; 2–)[1]

(W nawiasach czcionką prostą podano numery serii z występami w rolach głównych, pochyłą – w pozostałych rolach).

## Produkcja
Serial kręcony jest na Gwadelupie w Deshaies.
Dwa odcinki serii 6 nakręcono też w Londynie.

## Ciekawostki
Nazwa fikcyjnej wyspy Saint-Marie jest niepoprawna z punktu widzenia gramatyki francuskiej, gdyż narusza związek zgody (fr. accord grammatical) rodzaju. Prawidłowa nazwa powinna brzmieć: Sainte-Marie (por. Sainte-Marie).